# أكبر مطلبي زاده
كان أكبر مطلبي زاده (1963-2025) عالم نووي، عضوًا في هيئة التدريس بجامعة الشهيد بهشتي، ومدرسًا للفيزياء في جامعة يزد الإسلامية الحرة، وقد قُتل عام 2025 خلال الهجمات الإسرائيلية على إيران. ولسنوات عديدة، ترأس مجموعة الشهيد كريمي، وهي شركة تابعة لمنظمة مشاريع البحوث الدفاعية المتقدمة.
فرضت عليه وزارة الخزانة الأمريكية عقوبات في مارس/آذار 2019. ووفقًا للوزارة، فقد عمل في مجالات مثل أبحاث أنظمة الأسلحة والمتفجرات واختبارات الصدمات والانفجارات، وأشرف على تنفيذ مشاريع ذات تطبيقات عسكرية في مجموعة الشهيد كريمي، وعمل مستشارًا شخصيًا لمحسن فخري زاده، الذي كان آنذاك رئيسًا لمنظمة مشاريع البحوث الدفاعية المتقدمة.

## الأنشطة الأكاديمية والبحثية
عمل مطلب زاده عضوًا في هيئة التدريس بجامعة بهشتي للعلوم الطبية، ومحاضرًا في الفيزياء بجامعة يزد الإسلامية الحرة. بالإضافة إلى التدريس في الجامعة، شارك في مشاريع بحثية متعلقة بالفيزياء النووية وتقنيات الدفاع. وكان من أهم أدواره رئاسة المجموعة العلمية "شهيد كريمي" في منظمة أبحاث الدفاع المتقدمة. ركزت هذه المجموعة على المشاريع ذات التطبيقات العسكرية، بما في ذلك الأبحاث في مجال أنظمة الأسلحة والمتفجرات واختبارات الصدمة والانفجار. كما لعب دورًا محوريًا في تنسيق وإدارة مشاريع حساسة بصفته مستشارًا شخصيًا لمحسن فخري زاده، رئيس منظمة أبحاث الدفاع المتقدمة آنذاك.

## تفاصيل الاغتيال
قُتل أكبر مطلبي زاده فجر الجمعة، 13 يونيو/حزيران 2025، خلال غارات جوية إسرائيلية على إيران في منطقة أبسارد بقضاء دماوند. حوالي الساعة 3:30 فجرًا، وقع انفجار قوي في المنطقة، مما تسبب في اهتزاز أبواب ونوافذ المباني المجاورة وإتلاف بعض الزجاج. قُتل مطلبي زاده وزوجته في الهجوم.